# Aday Santana
Aday Santana Ferrero más conocido como Aday Santana (Las Palmas de Gran Canaria, el 4 de mayo de 1978) es un jugador profesional de pádel español. En la actualidad ocupa la 58.ª posición en el ranking World Padel Tour y su pareja es Cristián Gutiérrez.

## Carrera
Aday comenzó jugando al tenis cuando era pequeño, y a los 23 años comenzó a jugar al pádel. Destaca por su volea, y estuvo considerado como uno de los mejores jugadores españoles del circuito. Ha sido campeón de España, de Europa y del Mundo, estas dos últimas siendo convocado por la selección española de pádel. Desde 2015 forma pareja con Willy Lahoz con quien ha llegado a disputar torneos a un gran nivel, y jugando el Master Final. En 2016 no superaron la fase de grupos del Master Final.
A pesar del buen rendimiento de ambos jugadores, en 2017 forma tándem con Álvaro Cepero.
En el Miami Open 2017, el segundo torneo de la temporada, hicieron un gran torneo llegando hasta semifinales.
En 2018, y a pesar de hacer una buena temporada con Álvaro Cepero, decide unirse a Nacho Gadea para esa temporada.
En 2021, Cristián Gutiérrez se convirtió en su nueva pareja deportiva.